# Pájaros de papel
Pájaros de papel és una pel·lícula estrenada el 12 de març del 2010 dirigida per Emilio Aragón Álvarez i rodada a Madrid, Chinchón, Tembleque, Colmenar de Oreja i Almagro.

## Argument
És la història d'un grup d'artistes de vodevil després que la guerra els hagi llevat tot menys la fam. El músic Jorge del Pino, el ventríloc Enrique Corgo, la cupletista Rocío Moliner i l'orfe Miguel formen, al costat d'altres ànimes perdudes, una curiosa família que intenta viure i barallar cada dia com qualsevol altra, amb les seves misèries i les seves alegries, amb l'al·licient de la seva música i les seves cançons. I mancant pa, bons els resulten els aplaudiments. Entre vencedors i vençuts busquen, més que una oportunitat a la vida, alguna cosa per a menjar o un lloc per a dormir. Però abans del que s'imaginen, són posats a prova i han de prendre decisions que es converteixen en una qüestió de supervivència.
En una època plena d'intrigues i perills que li reclamen proves d'adhesió a sang i foc, tractaran de continuar endavant fins a arribar a alguna part on puguin dormir sense temor. Allà on quedi aquest lloc.